# 聯合國安全理事會第338號決議
《联合国安理会338号决议》是联合国安全理事会於1973年10月22日在第1747次会议上通过的一项决议，是由美国和苏联联合提案的。该决议要求第四次中东战争有关各方在12小时内在现有阵地上立即停火，并在停火後开始执行联合国安理会242号决议，举行和平谈判。
中国代表不满美苏所谓的“黑箱操作”，宣布弃权。這也是中華人民共和國自取代中華民國獲得中國席位後在聯合國安理會首次投下棄權票。